# 清水収吉

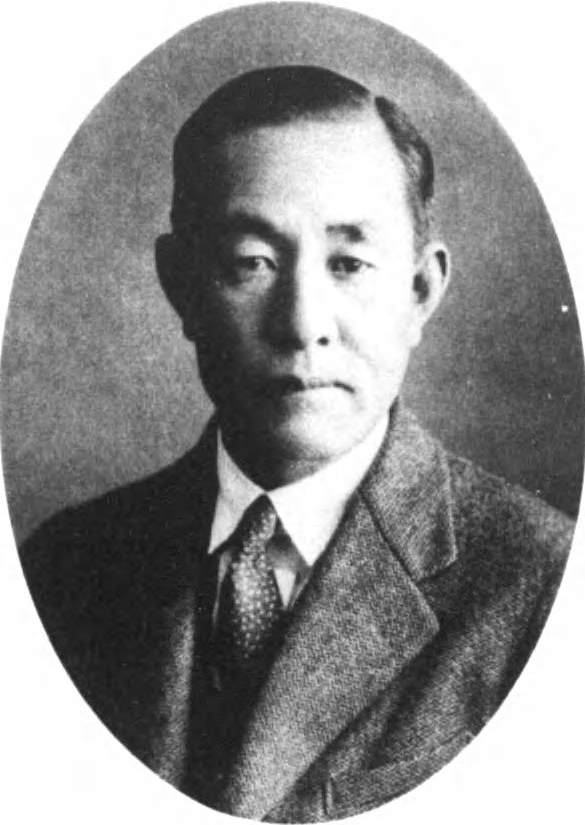
清水収吉

清水 収吉（しみず しゅうきち、1885年（明治18年）8月 - 1967年（昭和42年）8月5日）は、明治末期から昭和にかけて活動した日本の官僚、実業家。逓信官僚から実業界に転じて東邦電力副社長や四国配電社長を務めた。岐阜県出身。

## 経歴

### 逓信官僚時代
清水収吉は、1885年（明治18年）8月、岐阜県の田中清兵衛の次男として生まれた。1906年（明治39年）7月東京の第一高等学校第一部英法科を卒業。次いで1910年（明治43年）7月東京帝国大学法科大学政治学科を卒業した。その後清水やすの養子となり、清水家を相続する。
大学卒業後はただちに逓信省へ入省した。同年の文官高等試験に合格し、翌1911年（明治44年）12月高等官に叙され逓信管理局事務官補に任ぜられる。以後通信事務官補・逓信局副事務官・貯金局書記官などを歴任し、1922年（大正11年）には欧米に出張する。貯金局書記官時代の翌1923年（大正12年）4月高等官三等まで昇り、5月正五位に叙される。その後逓信局書記官を経て1924年（大正13年）本省書記官（逓信書記官）となった。この間、逓信局時代の1916年（大正5年）には簡易保険実施に伴い熊本逓信局初代保険課長を務め、本省に移ってからは電気局監理課長を経て1927年（昭和2年）7月郵務局業務課長兼逓信博物館長に就任した。
1928年（昭和3年）7月10日付で高等官二等（勅任官）に昇格し、逓信書記官と製鉄所理事の兼任となるが、翌11日付で依願によりいずれも免官となった。

### 合同電気・東邦電力時代
1928年に19年間の逓信官僚生活から退いてからは実業界に転ずる。太田光熈の懇望により三重合同電気（後の合同電気）に入社し、取締役兼支配人に就任した（取締役就任は6月27日付）。同社は太田が社長を務める電力会社で、当時は三重県や徳島県を中心に供給していた。
1930年（昭和5年）5月、合同電気は東邦電力から四日市・奈良両支店、京阪電気鉄道から和歌山支店を引き継ぎ、資本金を約2倍として資本金7200万円余りの有力な電力会社となった。同年、清水は常務取締役に昇格する。支配人には東邦電力から転じた市川春吉が就いた。
1937年（昭和12年）3月、合同電気は大手電力会社の東邦電力に合併された。合併後の4月、清水は東邦電力総務部長に就任し、5月末の株主総会で取締役に選出された。同社では社長の松永安左エ門の信任を受けて累進を重ね、同年6月常務取締役に進み、1939年（昭和14年）6月には総務部長から営業部長に異動、1941年（昭和16年）9月には常務から副社長へと昇格した。
だが翌1942年（昭和17年）4月、東邦電力は電力国家管理政策および配電統制のため日本発送電や国策配電会社へと設備を出資して解散した。

### 四国配電時代
1942年4月、東邦電力を含む四国地方の電気事業を統合し、配電統制令に基づく国策配電会社四国配電が発足する。3月28日に開催された同社創立総会に際し、清水は初代社長に選出された。これに伴い四国配電本社が置かれた愛媛県松山市に移住する。以来、太平洋戦争下、戦後を通じて同社の経営にあたる。この間、1942年4月から1945年（昭和20年）5月にかけて日本発送電でも監事を務めている。
戦後の1951年（昭和26年）5月1日、電気事業再編成に伴い四国配電は解散、日本発送電四国支店との再編によって新たに四国電力が発足した。清水は解散まで四国配電の社長に留まり、解散後の清算時には代表清算人を務めた。一方、新発足した四国電力では顧問となり、事業の第一線から退いた。以後松山にて隠居生活を送り、その傍らで日本放送協会 (NHK) の四国地方放送番組審議会委員長など逓信関係の仕事を引き受けた。
1960年（昭和35年）11月、電気事業功労者として藍綬褒章を受章した。1967年（昭和42年）8月5日、四国電力顧問在任のまま死去。

## 主な役職
- 合同電気株式会社役員
  - 取締役：1928年6月就任
  - 常務取締役：1930年就任
- 東邦電力株式会社役員
  - 取締役：1937年5月就任
  - 常務取締役：1937年6月就任
  - 取締役副社長：1941年8月就任、1942年4月会社解散
- 四国配電株式会社社長：1942年3月就任、1951年5月会社解散